# 山本奈奈
山本 奈奈（やまもと なな）は、日本の脚本家。立教大学社会学部メディア社会学科卒業。エム・エーフィールド所属。

## 略歴
立教大学卒業後、電機メーカーに勤務。
2017年、『甘い朱墨』でシナリオセンター主催シナリオS1グランプリにて準グランプリを受賞。
2019年、FOD独占配信ドラマ『高嶺と花』の第3話「チャオ! ライバル御曹司出現!!」で脚本家デビュー。
2020年、日曜劇場『危険なビーナス』のスピンオフドラマ『安全なビーナス』（paravi）で初めてメインライターを務め、単独で全7話の脚本を執筆。
2023年、日曜劇場『VIVANT』の脚本に参加。本作で第117回ザテレビジョンドラマアカデミー賞を八津弘幸、李正美、宮本勇人と共に受賞。
2024年、日曜劇場『アンチヒーロー』にて初めて地上波連続ドラマのメインライターを務める。

## 受賞歴
- シナリオS1グランプリ：準グランプリ（『甘い朱墨』、2017年）
- 第117回ザテレビジョンドラマアカデミー賞（『VIVANT』、2023年）

## 主な作品

### テレビドラマ
- 4分間のマリーゴールド（2017年、TBS） - プロット協力
- ドラゴン桜2（2021年、TBS） - 第6話・李正美と共同脚本、第9話・単独脚本
- 監察医朝顔2022スペシャル（2022年、フジテレビ） - 鈴木薫と共同脚本
- モトカレ←リトライ（2022年、MBS・テレビ神奈川）‐第3話のみ・土城温美との共同脚本
- 私がヒモを飼うなんて（2023年、TBS）‐第2・4・6・最終話・脚本
- VIVANT（2023年、TBS） - 第3・6・9話・八津弘幸との共同脚本、最終話のみ八津弘幸、李正美、宮本勇人との共同脚本
- アンチヒーロー（2024年、TBS） - メインライター・李正美、宮本勇人・福田哲平との共同脚本

### 配信ドラマ
- 高嶺と花（2019年、FOD） - 第3・4話脚本
- クリニカアドバンテージ シリーズ『ほめられる瞬間を〜がんばったでしょう〜篇』（2019年、 ライオン公式YouTubeチャンネル）
- 安全なビーナス（2020年、paravi） - メンイライター・全7話脚本
- シンデレラ・コンプレックス（2021年、paravi） - メインライター・全7話脚本